# Giorgio Gennari
Giorgio Gennari (Ravenna, 27 febbraio 1951 – Ravenna, 21 maggio 2014) è stato un allenatore di calcio e calciatore italiano, di ruolo centrocampista.

## Carriera

### Giocatore
Ha esordito in Serie A con la maglia del Bologna il 23 marzo 1969 in Milan-Bologna (4-0). Vanta 13 presenze in Serie A, con le maglie di Bologna e Fiorentina.
Successivamente ha giocato in Serie B con il Modena ed in C con Padova, Marsala e Ravenna. Ha chiuso la carriera nella Fidelis Andria, in Serie D.

## Palmarès

### Giocatore
- Coppa Italia: 1

Bologna: 1969-1970